# Fornace (Trento)
Fornace és un municipi italià, dins de la província de Trento. L'any 2007 tenia 1.291 habitants. Limita amb els municipis d'Albiano, Baselga di Pinè, Civezzano, Lona-Lases i Pergine Valsugana.

## Administració
| Període | Identitat       | Partit        |
| ------- | --------------- | ------------- |
| 2005-   | Pierino Caresia | Llista cívica |